# Mornico al Serio
Mornico al Serio é uma comuna italiana da região da Lombardia, província de Bérgamo, com cerca de 2.588 habitantes. Estende-se por uma área de 6 km², tendo uma densidade populacional de 431 hab/km². Faz fronteira com Calcinate, Ghisalba, Martinengo, Palosco.

## Demografia
| Variação demográfica do município entre 1861 e 2011                               |
|                                                                                   |
| Fonte: Istituto Nazionale di Statistica (ISTAT) - Elaboração gráfica da Wikipedia |